# Техническо задание
Техническото задание, срещано и като документ на обхвата (дословен превод от английски: Scope statement) е подробно описание на даден проект.
Той е сред документите, които се променят в течение на осъществяването на целия проект и обикновено е част от договора на проекта, който представлява официално описание на съгласуваното между заинтересованите страни.